# Câline
Die Câline (französisch: Ruisseau la Câline) ist ein Bach im Südosten von Frankreich, der im Département Ain der Region Auvergne-Rhône-Alpes nordöstlich der Stadt Lyon verläuft.

## Geografie

### Verlauf
Die Câline entspringt im südlichen Gemeindegebiet von Conand, entwässert generell Richtung Nordwest durch die Landschaft Bugey und mündet nach rund 12 Kilometern im Gemeindegebiet von Saint-Rambert-en-Bugey als linker Nebenfluss in die Albarine. Im Mündungsabschnitt quert die Câline die Bahnstrecke Lyon–Genève.

### Orte am Fluss
(Reihenfolge in Fließrichtung)
- Charvieux, Gemeinde Conand
- Conand
- Serrières, Gemeinde Saint-Rambert-en-Bugey